# 桑原達秋
桑原 達秋（くわばら たつあき、1976年10月6日 - ）は、福井テレビジョン放送の社員で、元・同局アナウンサー。関西テレビ放送出身のフリーアナウンサー・桑原征平の長男で、元フジテレビジョンディレクターの桑原菜穂子の実弟。

## 略歴
兵庫県西宮市の出身で、血液型はA型。西宮市立夙川小学校、西宮市立苦楽園中学校、兵庫県立西宮北高等学校卒業。近畿大学への在学中には、実父の征平と同じアナウンサーを志しながら、生田教室でアナウンス技術の研鑽を積んでいた。
近畿大学卒業後の2000年に、アナウンサーとして福井テレビジョン放送に入社した。同期入社のアナウンサーに、福田布貴子がいる。
アナウンサー時代には、2001年4月から、福田やスクラッチ田中などと共に、『おかえりサタデー』（後の『おかサタ』）へレギュラー出演。2005年3月からは、平日夕方のローカル生ワイド番組『おかえりなさ〜い』で、月 - 水曜5時台のMCを務めた。
2007年1月から、体重が急激に減少するほどの体調不良を理由に1年余り休職。休職期間中は、西宮市の実家などで静養していた。『おかえりなさ〜い』のMCについては、2007年3月まで松下尚史が代理を務めた後に、同月で正式に降板。2008年6月に職場復帰を果たしたが、 2013年10月の人事異動で、アナウンサーから広報部員へ転身した。後に、総務部へ異動している。
2017年4月からは、総務部に所属したまま、『日本全国福むすび』に「福むすび隊長」という肩書で出演中。『シネマニアプラス』からの降板（2013年9月）以来のレギュラー番組で、福井県内の特産品・伝統工芸品の生産現場を取材するとともに、その品々を県外でのロケを通じて紹介している。
宮川大輔の実父が征平の京都西高等学校（現在の京都外大西高等学校）水泳部員時代の同期生だった縁で、大輔と幼少期から「（達秋の）たつ」「大ちゃん」と呼び合うほど親交が深い。『日本全国福むすび』の放送開始5周年を記念した越前海岸ロケ（2021年4月3日・10日に福井ローカルで放送）では、大輔との番組初共演が実現したほか、征平と大輔の実父がロケ先にサプライズで登場した。その結果、4月3日放送分の視聴率（ビデオリサーチの調査による福井地区での世帯平均視聴率）は18.6%（福井テレビ制作の番組における当時の歴代最高記録）にまで達した。

## 担当番組

### 現在
- 日本全国福むすび（2017年4月14日 - 、毎週金曜日19:30 - 20:00→毎週土曜日18:00 - 18:30）
  - 番組のテーマソング「きみと福むすび」（歌唱：福むすびオールスターズ）の作詞も、「桑原隊長」名義で手掛けている。

### アナウンサー時代
- 福井テレビニュース
- おかえりサタデー
- おかえりなさ〜い
- シネマニアプラス（アナウンサーとして最後に担当したレギュラー番組）

## その他
- 既婚者で、2015年に産まれた長男がいる。
- 辰年の秋に生まれることから父・征平は「辰秋」という名前を暖めていた。そんな折、『ハイ!土曜日です』（関西テレビ制作・フジテレビ系）に漆芸家・木工家で人間国宝の黒田辰秋がゲスト出演することになり、共演者だった父は「辰秋」という名前を頂戴していいかと黒田に相談。黒田は快諾する一方で「桑原辰秋」では厂部が連続するのでよくない、として自身の名前をアレンジ（「たつ」の漢字を変えた）して授けた。先述の通り、姉は元フジテレビディレクターの桑原菜穂子で、義兄はカメラマンの柿内孝文。また、甥（姉の息子3人）もいる。
- 小学生の時、『オールスター家族対抗歌合戦』（フジテレビ系）に一家で出演したことがあり、番組内で『阪急ブレーブス応援歌』を熱唱した。その模様を妻の父親は覚えており、「その時の坊っちゃんが、うちの娘と結婚って、不思議です…」と父・征平に語っていた。
- 出生から近畿大学を卒業するまで関西地方で暮らしてきた反動で、福井テレビへの入社当初は福井県内での生活に馴染めず、実父の征平曰く「『大阪の空気を吸いたい』との一心で、休日のたびに福井から列車（サンダーバードなど）を乗り継いで、実家ではなく北新地へ直行していた」という。もっとも、福井テレビでキャリアを積むうちに福井県への愛着は強まっていて、アナウンス職を離れた後も県内での知名度は高い。征平によれば、2020年11月16日に福井市内の講演（福井県農政連幹部研修会）で研修対象の農政連幹部に対して「息子の達秋を御存知ですか?」と問い掛けたところ、全員が達秋を知っていた。
- 父・征平が関西テレビを定年退職した翌日に放送された『さらば征平・最後の挑戦!』（関西ローカル）では、父の若き頃を振り返る再現VTRに、父に内緒で出演。水球に熱中していた大学生時代の征平の役で、水球のシーンにサプライズ扱いで登場した。また、征平が退職後からパーソナリティを務める『桑原征平粋も甘いも』（朝日放送ラジオ）にも、2019年5月29日（水曜日）放送分のオープニングにサプライズゲストとして登場した。前日、『日本全国福むすび』で進行していた「究極の親子丼作り」でお世話になった養鶏業（福地鶏）の母娘と窯業（越前焼）の父子に親子丼を食べてもらう場面で、こっそり来県していた父が達秋のサプライズゲストとして登場（2019年6月7日放送分）。その際、父から提案される形で、翌日の大阪府堺市内でのロケの前に『粋も甘いも』への出演が決まった。ラジオ番組での親子共演は初めて。『福むすび』でも、『粋も甘いも』へ出演した模様を2019年6月14日に福井ローカルで放送した。
- お笑いタレントのTAIGAは「はとこ」にあたり（TAIGAの父方の祖父と達秋の母方の祖母が兄妹）父親同士も親交が深かった（成城大学水球部の同僚）。ラグビー選手のアマナキ・レレィ・マフィの妻も「はとこ」である（達秋の父方の祖母とマフィ夫人の母方の祖父が姉弟）。